# 香港小學人文科課程
香港小學人文科課程（英語：Humanities）是香港小學教育的課程之一。

## 歷史
2023年10月，行政長官李家超發表施政報告，宣佈設立人文科和科學科，取代常識科，在校園內外推廣愛國教育，指在2023/24學年公布課程框架，並在2024/25學年進行審書、提供4000個教師培訓名額和持續提供學語教資源，並於2025/26學年開始推行小學人民科。
11月23日，教育局公佈小學人文科課程框架。

## 課程內容
課程包含六大學習範疇，涵蓋「健康與生活」、「環境與生活」、「理財與經濟」、「社會與公民」、「國家與我」、「世界與我」，並設有不同主題。教育局稱課程為「促進學生個人和人際關係的發展培養，為家庭、社區、國家和世界的福祉作出貢獻，並培養人民素養，讓他們學會尊重每一個人的價值，關心他人福祉，從而建立關愛和共融社會」。以下為課程各範疇的學習重點和內容，摘取至教育局課程框（擬定稿）。
- 「健康與生活」：旨在引起學生對個人成長和發育的關注，並幫助他們建立健康的生活。

- 「環境與生活」：旨在喚起學生對環境及可持續發展生活的關注，並認識國家的地理發展。

- 「理財與經濟」：旨在幫助學生認識理財的知識和提升他們的理財能力，並認識國家和香港的經濟發展及彼此的關。

- 「社會與公民」：旨在透過多方面認識社會議題，啟發學生認識社會及關注社會事務，並提高他們的公民意識。

- 「國家與我」：旨在透過有趣的故事和貼近日常生活的議題，增加學生對國家歷史、中華民族和文化，以及國家發展的興趣，培養對國家的歸屬感。
- 「世界與我」：旨在透過情景及學生日常生活息息相關的事例，提高學生對古、今及未來世界的興趣，同時提升學生的資訊素養及正確使用資訊科技的意識。

### 內容變動
由於部份學習內容涉及科學元素，內容將會由原來的小學常識科，由移至科學科進深學習。教育局長蔡若蓮稱，人文科九成內容為原先常識科內容，增潤部分為中國文化、歷史及地理等，讓學生全面、準確地認識共產黨。 蔡若蓮表示，國民教育是以互相配合方式，結合課堂內外學習的方式推進，不存在「國民教育」獨立成科。小學人文科課程專責委員會主席蔡世鴻指，新增部分內容配合國民教育及愛國教育，亦有理財知識等。
《明報》 於框架中發現全部學習主題中，35個的「重要學習元素」被官方列明涉國民教育、國安教育，佔逾七成。根據教育局課程框架的新增內容，小三學生須「初步認識國家版圖，明白國家遼闊和保衛國土的重要性」，「初步認識國家安全法及其對香港的重要性」，並「認識中國解放軍駐香港部隊與香港防務」；小六學生須「了解香港各界抗日戰爭作出的貢獻，明白國家統一和民族的重要性」、「認識國家在中國共產黨領導下的重大成就和最新發展」，學習「國家安全與《國家安全法》」。